# علاء الدين جاني
كان علاء الدين جاني حاكم البنغال من عام 1232 حتى عام 1233 خلال فترة حكم المماليك للهند.

## التاريخ
ساعد علاء الدين ناصر الدين محمود لقمع ثورة غياث الدين عِواج شاه في 1227.
في عام 1232، تم تعيين علاء الدين حاكم البنغال من قبل السلطان شمس الدين التتمش بعد إقالة مالك بلخا الخلجي من السلطة. حكم علاء الدين البنغال فقط لمدة سنة وبضعة أشهر. ثم خلفه سيف الدين أيبك.
| سبقه مالك بلخا الخلجي | حاكم سلطنة المماليك في البنغال 1232–1233 | تبعه سيف الدين أيبك |